# لو سااکوف
لوِ سااکوف (زادهٔ ۳۰ نوامبر ۱۹۰۹ – درگذشته در ۱۰ مارس ۱۹۸۸) یک نویسنده فیلمنامه و کارگردان فیلم ارمنی در دوران شوروی بود.

## فیلم‌شناسی
- گزارش از جبهه آتش (۱۹۸۵)
- میدان سخت (۱۹۷۹)
- دریا در آتش (۱۹۷۲)
- بهار در اودر (۱۹۶۸)
- سه فصل سال (۱۹۶۶)
- آخرین گلوله‌ها (۱۹۶۱)
- در جاده‌های جنگ (۱۹۵۹)
- طلوع‌های استپ (۱۹۵۳)
- شورا پولوکوف و آشور مردانوف (۱۹۳۴)